# Hans-Dieter Kessler
Hans-Dieter Kessler (ur. 15 stycznia 1942 w Trusetal) – niemiecki kierowca wyścigowy.

## Życiorys
Rywalizację w sportach motorowych rozpoczął w 1959 roku od wyścigów motorowerów. W 1962 roku zaczął uprawiać motocross. W 1970 roku rozpoczął rywalizację Wartburgiem 353 na trasach rajdowych, uczestnicząc m.in. w rajdowym Pucharze Pokoju i Przyjaźni. W tym okresie zwrócił uwagę Helmuta Assmanna i pod jego wpływem w 1973 roku zadebiutował Trabantem w wyścigach samochodowych. W 1976 roku zdobył Puchar ADMV, a w latach 1977 i 1979 mistrzostwo NRD w klasie A600. Ponadto dwukrotnie był wicemistrzem kraju, a raz zdobył trzecią pozycję. W 1982 roku rozpoczął starty Zastavą 101 w klasie A22. Ten samochód był mocniejszy niż Łady, z których korzystali m.in. Klaus-Peter Schachtschneider, Dietmar Isensee czy Sieghard Sonntag. Korzystając z tego, Kessler zdobywał tytuły mistrzowskie przez cztery lata z rzędu, do 1985 roku.
W związku z faktem, iż Zastava była pojazdem jugosłowiańskim, Kessler nie mógł uczestniczyć w wyścigowym Pucharze Pokoju i Przyjaźni. Stąd Kessler zdecydował o startach w Formule Easter. W 1985 roku Niemiec startował MT 77 w klasie II (LK II), w której zajął drugie miejsce. Dzięki temu osiągnięciu w 1986 roku Kessler awansował do LK I, w której w debiutanckim sezonie był trzeci. Podczas sezonu 1987 miał groźny wypadek na torze Sachsenring, na skutek którego miał uszkodzone kręgi szyjne. Kessler powrócił do rywalizacji w 1989 roku w ramach Formuły Mondial. Po zjednoczeniu Niemiec jego sponsor Narva oraz klub MC Kali Merkers upadły, co zmusiło Kesslera do zarzucenia sportów motorowych. Niemiec założył firmę Kessler Control & Service, zajmującą się kontrolą jakości w branży motoryzacyjnej.
W 1993 roku Kessler powrócił do wyścigów samochodowych, ścigając się Nissanem 200SX w serii ADAC GT Cup. Niemiec odniósł wówczas jedno zwycięstwo w dywizji II, na torze Nürburgring, a na koniec sezonu był szósty. W ADAC GT Cup uczestniczył do 1994 roku. W 2004 roku zadebiutował Ładą Samarą w serii TLRC, w której uczestniczył do 2006 roku, a następnie uczestniczył w rajdach terenowych. W 2014 roku Niemiec powrócił do ścigania, używając Melkusa RS 1000. Rok później zakończył karierę ze względu na odnowiony uraz z Sachsenringu z 1987 roku.
Za swoje osiągnięcia w 1987 roku otrzymał odznakę Mistrza Sportu NRD.

## Wyniki
| Legenda oznaczeń w tabelach wyników Wyświetl szablon na nowej stronie | Legenda oznaczeń w tabelach wyników Wyświetl szablon na nowej stronie                                                                     |
| Oznaczenie                                                            | Wyjaśnienie |
| --------------------------------------------------------------------- | --- |
| Złoty                                                                 | Zwycięzca lub mistrzostwo |
| Srebrny                                                               | 2. miejsce lub wicemistrzostwo |
| Brązowy                                                               | 3. miejsce lub II wicemistrzostwo |
| Zielony                                                               | Ukończył, punktował (w klasyfikacji generalnej, gdy zdobył co najmniej jeden punkt na przestrzeni sezonu, poza trzema powyższymi opcjami) |
| Niebieski                                                             | Ukończył, nie punktował (w klasyfikacji generalnej, gdy nie zdobył co najmniej jednego punktu na przestrzeni sezonu)                      |
| Czerwony                                                              | Nie zakwalifikował się (NZ) |
| Czerwony                                                              | Nie prekwalifikował się (NPK) |
| Różowy                                                                | Nie ukończył (NU) |
| Różowy                                                                | Niesklasyfikowany (NS) (w klasyfikacji generalnej, gdy nie został sklasyfikowany w żadnym wyścigu sezonu)                                 |
| Czarny                                                                | Zdyskwalifikowany (DK) |
| Czarny                                                                | Wykluczony (WYK/EX) |
| Biały                                                                 | Nie wystartował (NW) |
| Biały                                                                 | Kontuzjowany (K/INJ) |
| Biały                                                                 | Wyścig odwołany (OD/C) |
| Bez koloru                                                            | Został wycofany (WYC/WD) |
| Bez koloru                                                            | Nie przybył (NP/DNA) |
| Bez koloru                                                            | Nie brał udziału w treningach (NT/DNP) |
| Bez koloru                                                            | Nie został zgłoszony (–) |
| Pogrubienie                                                           | Start z pole position |
| Kursywa                                                               | Najszybsze okrążenie wyścigu |
| †                                                                     | Nie ukończył, ale jego rezultat został zaliczony ze względu na przejechanie więcej niż 90% dystansu wyścigu.                              |
| *                                                                     | Sezon w trakcie |
| 1/2/3                                                                 | Punktowana pozycja w sprincie kwalifikacyjnym                                                                                             |
| Lista systemów punktacji Formuły 1                                    | |

### Puchar Pokoju i Przyjaźni
| Rok  | Samochód | Silnik | Wyniki w poszczególnych eliminacjach | Wyniki w poszczególnych eliminacjach | Wyniki w poszczególnych eliminacjach | Wyniki w poszczególnych eliminacjach | Wyniki w poszczególnych eliminacjach | Wyniki w poszczególnych eliminacjach | Wyniki w poszczególnych eliminacjach | Pkt. | Msc. |
| ---- | -------- | ------ | ------------------------------------ | ------------------------------------ | ------------------------------------ | ------------------------------------ | ------------------------------------ | ------------------------------------ | ------------------------------------ | ---- | ---- |
| 1986 |          |        | Polska                               | Czechosłowacja                       |                                      |                                      |                                      |                                      |                                      | 37   | 30   |
| 1986 | MT 77    | Łada   | -                                    | -                                    | -                                    | -                                    | 8                                    | -                                    | -                                    | 37   | 30   |
| 1990 |          |        | Polska                               | Czechosłowacja                       |                                      |                                      |                                      |                                      |                                      | 0    | NS   |
| 1990 | MT 77    | Łada   | -                                    | -                                    | -                                    | NU                                   |                                      |                                      |                                      | 0    | NS   |

### Polska Formuła Mondial
| Rok  | Zespół          | Samochód | Silnik | Wyniki w poszczególnych eliminacjach | Wyniki w poszczególnych eliminacjach | Wyniki w poszczególnych eliminacjach | Wyniki w poszczególnych eliminacjach | Wyniki w poszczególnych eliminacjach | Pkt. | Msc. |
| ---- | --------------- | -------- | ------ | ------------------------------------ | ------------------------------------ | ------------------------------------ | ------------------------------------ | ------------------------------------ | ---- | ---- |
| 1989 |                 |          |        | Polska                               | Polska                               | Polska                               | Polska                               | Polska                               | 0    | NS   |
| 1989 | MC Kali Merkers | MT 77    | Łada   | -                                    | 1                                    | -                                    | -                                    | 3                                    | 0    | NS   |

### ADAC GT Cup
| Rok  | Zespół           | Samochód     | Wyniki w poszczególnych eliminacjach | Wyniki w poszczególnych eliminacjach | Wyniki w poszczególnych eliminacjach | Wyniki w poszczególnych eliminacjach | Wyniki w poszczególnych eliminacjach | Wyniki w poszczególnych eliminacjach | Wyniki w poszczególnych eliminacjach | Wyniki w poszczególnych eliminacjach | Pkt. | Msc. |
| ---- | ---------------- | ------------ | ------------------------------------ | ------------------------------------ | ------------------------------------ | ------------------------------------ | ------------------------------------ | ------------------------------------ | ------------------------------------ | ------------------------------------ | ---- | ---- |
| 1993 |                  |              | Niemcy                               | Belgia                               | Niemcy                               | Niemcy                               | Austria                              | Niemcy                               | Niemcy                               | Holandia                             | 0    | NS   |
| 1993 | Autohaus Kessler | Nissan 200SX | -                                    | 27                                   | 23                                   | 14                                   | 13                                   | NU                                   | 13                                   | -                                    | 0    | NS   |
| 1994 |                  |              | Niemcy                               | Niemcy                               | Belgia                               | Holandia                             | Austria                              | Austria                              | Belgia                               | Niemcy                               | 0    | NS   |
| 1994 | Autohaus Kessler | Nissan 200SX | 12                                   | 14                                   | 13                                   | ?                                    | -                                    | NW                                   | -                                    | -                                    | 0    | NS   |